# Bastione Paraticchio
Il bastione Paraticchio  è l'ultimo baluardo rimanente delle mura di Barletta.

## Storia e descrizione
Il bastione Paraticchio sorse per volere di Ferdinando II d'Aragona il quale decretò l'ampliamento della mura di Barletta verso Canosa di Puglia, inglobando tutta quella parte che nel 1500 non era ancora protetta
Insieme al bastione nacque poi anche l'ultima porta difensiva "porta napoli", andata distrutta nell'Ottocento.